# Holothrix aphylla
Holothrix aphylla är en orkidéart som först beskrevs av Peter Forsskål, och fick sitt nu gällande namn av Heinrich Gustav Reichenbach. Holothrix aphylla ingår i släktet Holothrix och familjen orkidéer. Inga underarter finns listade i Catalogue of Life.